# Гендер
Гендер, ґендер (англ. gender — «стать», «рід», «сорт»; від грец. γευος генос — «рід») — соціальна характеристика у гендерних дослідженнях, за допомогою якої визначаються поняття «чоловік» і «жінка», психосоціальні, соціокультурні ролі чоловіка і жінки як особистостей, діяльність і характерні ознаки, які певне суспільство вважає належними для жінок та чоловіків, цілісна психічна репрезентація статі, сповнена динамічних глибинних, пізнавальних та поведінкових понять жіночого та чоловічого, здобутих індивідом внаслідок набуття індивідуального гендерного досвіду. Гендер — соціальне поняття, що визначає соціальну стать людини.
Відповідно до позиції українських науковиць, описаної в їх навчальному посібнику, гендер конструюється соціально та зумовлений культурою суспільства в конкретний історичний період, тобто гендерні відмінності не закладені природою, а формуються у процесі гендерної соціалізації — усвідомлення ролей чоловіків і жінок, яке тягнеться від перших днів народження до статевозрілого віку, і меншою мірою — пізніше. На це впливають сімейне виховання, школа, взаємодія з іншими дітьми та ігрова активність. Розуміння відмінностей між статями формується починаючи приблизно з дворічного віку.
При збігу біологічних статево-рольових стереотипів із гендером статево-рольова поведінка може бути схарактеризована як нормативна; за відсутності такого збігу є підстави вести мову про гендерні інверсії. На думку гендерних і феміністичних дослідників, на відміну від біологічної статі, гендер виступає набором соціально рольових самоідентифікацій (самовизначень), які можуть збігатися з суто біологічними особливостями або суперечити їм. Українські джерела підкреслюють, що на відміну від статі, гендер стосується не суто фізіологічних властивостей, за якими різняться чоловіки та жінки, а соціально сформованих рис, притаманних «жіночності» (feminity) та «маскулінності» (masculinity).

## Походження терміна
До 1960-х рр. психічні або поведінкові властивості, котрі ймовірно відрізняють чоловіків від жінок, називали статевими властивостями або відмінностями. У сучасному розумінні термін «гендер» ввів у науковий обіг американський психоаналітик Роберт Столлер (Robert Stoller) наприкінці 1960-х років: він запропонував використовувати для позначення соціальних і культурних аспектів статі поняття «гендер» (англійською gender — рід), яке до того використовувалося тільки в біологічному та фізичному значенні для позначення роду, а після запропонованого відділилося до значення соціального та культурного.
Поняття увійшло до судового ужитку завдяки відомій судді Верховного Суду США Рут Гінзбург. За порадою свого секретаря вона почала використовувати «гендер» замість слова sex (тобто «біологічна стать»), щоб це не збивало з пантелику учасників судового процесу:
|  | Хіба Ви не знаєте, що ці дев'ять чоловіків [інші судді Верховного суду], коли вони чують це слово, їхня перша асоціація зовсім не та, що Ви хотіли б, щоб вони думали. |

## Тлумачення терміна

### Відмінність понять «гендер» та «стать»
Поняття «гендер» і «стать» не є тотожними, оскільки гендер не обов'язково збігається з біологічною статтю, зі статтю виховання або з паспортною статтю, тому у гендерних дослідженнях використовується розуміння гендеру у широкому сенсі.
У психології та сексології під поняттям «гендер» розуміється сукупність стандартів і сценаріїв поведінки, котрі суспільство визначає як «жіночі» і «чоловічі», котрі виражаються у двох головних категоріях — маскулінність і фемінність. Вони, своєю чергою, оприявнюються у стилі одягу, способах ходіння та говоріння, у манерах, захопленнях та інших способах поводження.
Всесвітня організація охорони здоров'я використовує термін «гендер» для визначення «соціально обумовлених ролей, моделей поведінки, діяльності, а також атрибутів, які дане товариство вважає необхідними для чоловіків і жінок».

## Відмінності між жінками та чоловіками на біологічному рівні
На біологічні відмінності чоловіків та жінок накладаються соціальні чинники, і залежно від того, якою мірою тлумачиться роль біологічних та соціальних чинників у розділенні гендеру, сформульовано два основних підходи.

### Підходи до розуміння гендеру
- статеворольовий підхід зводить гендер до одного з його соціально-психологічних проявів — гендерних стереотипів (схем сприйняття), таке тлумачення відповідає історично вихідному розумінню гендеру як соціальної надбудови над біологічною статтю;

- соціально-конструктивістський підхід розглядає відносини між чоловіком та жінкою перш за все як соціокультурно сконструйовані, акцент при цьому робиться на владних відносинах між чоловіком та жінкою, тоді час як біологічні відмінності вважаються другорядними. Гендерні відносини побудовані на домінуванні й підпорядкуванні, паритеті й нерівності, внутрішньогруповому фаворитизмі та міжгруповій дискримінації (сексизмі). Вони створюють нерівність соціальних можливостей чоловіків та жінок, владну асиметрію, яка підкреслюється різницею у гендерно-специфічних моделях спілкування. Визнання гендерних відмінностей «об'єктивною даністю» біологічної статі, нівелювання їх соціальної природи маскує дискримінацію[16].

Дійсно, біологічні підходи, і меншою мірою — етноцентричні та теологічні гендерні моделі досить часто використовуються для виправдання соціальних забобонів і несправедливостей. Гендерні відмінності ніколи не повинні використовуватися для виправдання гендерної нерівності, проте заперечувати, що ці відмінності існують або що вони не можуть вивчатися, може мати негативні наслідки для суспільства.
На сьогодні склалися 4 основні теоретико-методологічні підходи до тлумачення гендеру (за М. С. Боровцовою):
- гендер як соціальний феномен, тобто як дійсність міжстатевих стосунків, виражена у міжособистісних, соціально-економічних, правових, політичних відносинах (Н. Абубікірова, Т. Бендас, Д. Воронцов, Н. Городнова, Н. Лавриненко, О. Лосєва, Т. Мельник, Р. Петрова, Р. Столер та ін.);
- гендер як культурний феномен, тобто як уявне, символічне, фантазматичне уявлення про дійсність міжстатевих стосунків, висловлене у дискурсах літературного, зображального, кінематографічного мистецтва, ЗМІ та реклами, імперативах гендерної ідеології (Сандра Бем, В. Брайсон, Б. Елліот, Д. Коновалов, В. Менжулін, К. Трофимова, Рон Габбард, Ю. Шабаліна та ін.);
- гендер як когнітивний феномен, тобто як те, що мислиться про чоловіків та жінок (гендерні стереотипи), і те, відносно чого мислиться про себе як про чоловіка чи про жінку (гендерна ідентичність) (В. Кириченко, Д. Маєрс, О. Містрюкова, Н. Приходькіна та ін.);
- гендер як особистісний дискурс, тобто як засіб означення статі, її висловлення, вираження, поведінкового здійснення (гендерна ідентичність) (К. Вест, Д. Зіммерман, Ю. Маслова, Н. Чодороу та ін.)[7].

## Риторика гендерного конструкта
Одним з соціальних, а отже і риторичних явищ, що представляють особливий інтерес для феміністичної риторики, є формування гендерного підходу. «Феміністичні критики вивчають як концепція мужності та жіночності була створена, і прагнуть, аби ці закоренілі гендерні конструкції були змінені» — каже Соня К. Фосс, позаяк вони мають тенденцію заглушувати голос жінок або принижувати їх іншим чином. Також Фосс стверджує, що «феміністична риторика активістська — вона проводиться не тільки стосовно жінок, але і для жінок, вона спрямована на поліпшення життя жінок».
Джулія Т. Вуд вказала на доволі риторичний характер гендерного конструкта, зазначивши, що «соціальні погляди на гендер передаються через спілкування з батьками, однолітками та вчителями». Вуд також заявляє, що поняття мужності й жіночності є риторичними та, що вони побудовані шляхом переконливої комунікації. «Наприклад, на початку 19 ст. мужність все ще була еквівалентом фізичної сили, але сьогодні мужність є символом економічної моці, влади та успіху». Чим пояснюються такі зміни? «Вони не відбуваються просто так, а виростають з риторичних рухів, які змінюють культурні уявлення про гендер і разом з цим про права, привілеї та позиції жінок і чоловіків у суспільстві». Таким чином, Вуд робить висновок, що «будь-які зусилля, спрямовані на розуміння взаємозв'язку між гендером, комунікацією та культурою, повинні охоплювати й усвідомлення того, як риторичні рухи формують соціальні поняття у чоловіків та жінок».
Термін «гендерні аспекти» належить до категорії соціальних понять, пов'язаних з існуванням як чоловіків, так і жінок, й охоплює питання, що стосуються самобутності, очікувань, поведінки та владних відносин, що випливають з характеру взаємодії в соціальній сфері. В основі гендерних аспектів лежать соціальні відносини і їх не можна розглядати, як поняття, яке залишається постійним і незмінним у часі та просторі, що обумовлює його відмінність від поняття «статі», пов'язаного з біологічними особливостями жінок і чоловіків.
Гендерні питання й риторика стосуються як теорії, так і історії риторики. Розвиток і проведення гендерних досліджень поставило під сумнів можливість обговорення мови в універсальному сенсі, і це питання стосується соціальних аспектів мови, з яким традиційно асоціюється риторика.
Таким чином, гендерна історія — це риторична історія, яку необхідно вивчати на словах. Однак, можливо, необхідні нові методи риторичної критики та історії, аби надати належне значення цим дослідженням гендерної проблематики. Феміністичні критики протягом останніх двадцяти років ставили під сумнів стандартну, домінантну роль чоловіків у історії риторики. У 1979 році, наприклад, Саллі Міллер Гірхарт стверджувала, що історія риторичної теорії є насправді історією чоловічої риторичної теорії та практики, відповідно практично не розкриваючи жіночого розуміння речей, практики критичного мислення й переконання.

## Маскулінність і фемінність
Маскулінність (чоловічість) і фемінність (жіночність) — дві основні категорії ґендерних досліджень, які узагальнюють нормативні уявлення та установки про те, якими «мають бути» і чим «повинні займатися» чоловіки та жінки у даному суспільстві й у дану епоху, а також виражають ґендерну ідентичність людини.
Маскулінність і фемінність є соціальними, а не біологічними категоріями, котрі показують, якою люди певної культури уявляють стать: особистісні характеристики, зовнішність, поведінку, одяг, захоплення, інтереси, професійні заняття, освітні спеціальності, сексуальні та взаємостосунки чоловіків і жінок.
Існує велике різноманіття традиційних моделей маскулінності та фемінності, котрі залежать від етнічних та релігійно-філософських позицій, однак абсолютна більшість з них базуються на сексистській опозиції: суб'єкт — об'єкт, сила — слабкість, активність — пасивність, жорсткість — м'якість.

## Стереотипні і справжні риси чоловіків та жінок
Тлумачення фемінності-маскулінності як дихотомічної опозиції розкритиковано науковими дослідженнями у 70–80-ті рр., які показали, що стереотипні уявлення про риси маскулінності і фемінності у суспільствах починаючи з кін. XIX ст. все більше відрізняються від реальних рис чоловіків та жінок, які простежуються завдяки науковим дослідженням. На це вплинули, зокрема, процес ґендерної конвергенції та сексуальна революція.
Проте гендерні стереотипи і досі відіграють вагому роль у процесі первинної соціалізації особистості у сім'ї та школі, а реальне життя, поширювані ЗМІ моделі поведінки, мода, субкультури, кроскультурні впливи їх посилюють.
Так, стереотипи приписують жінкам: нейтралітет, пасивність, емоційність, схильність до кооперації, орієнтацію на людей. Вважається, що жінки найбільше цінують людей, спілкування і взаємодопомогу. До споконвічно «чоловічих» якостей відносять агресивність, прагнення до уваги, вразливість, змагальність, інструментальність (орієнтацію на речі). У сфері цінностей вважається, що чоловіки прагнуть до влади, цінують компетентність, майстерність і досягнення.
Соціологічні опитування, проведені у 70-ті рр. в американському суспільстві, показали, що:
- фемінними якостями вважалися — життєрадісна, скромна, ласа на лестощі, віддана, жіночна, вміє співчувати, турботлива, здатна розуміти інших, здатна до співпереживання, здатна втішити, що говорить тихим голосом, тепла (сердечна), довірлива, інфантильна, не любить лайки, любить дітей, спокійна;

- маскулінними якостями були визнані такі — вірить у себе, схильний захищати свої погляди, незалежний, спортивний, напористий, аналітичний, прагне до лідерства, схильний до ризику, швидко приймає рішення, покладається тільки на себе (самодостатній), мужній, має власну позицію, агресивний, схильний вести за собою, індивідуаліст, змагальний, амбіційний (честолюбний).

Після дослідження наявності цих якостей було проведено серед американського студентства з'ясувалося, що, наприклад, від 34 до 44 % студентів показали високі бали як з маскулінних, так і з фемінних якостей. Серед студенток одночасно високомаскулінних і високофемінних особистостей виявилося від 27 до 38 %.
На підставі цієї ідеї було визначено чотири статеворольових типи:
- маскулінний — високі показники маскулінності й низькі — фемінності;

- фемінний — високі показники фемінності й низькі — маскулінності;

- андроґінний — високі показники як маскулінності, так і фемінінності;

- недиференційований (незрілий) — низькі показники й маскулінності, і фемінності[22].

На підставі подальших досліджень соціології проявів маскулінності та фемінності розробляються різні моделі ґендерного континууму.

## Походження маскулінності та фемінності
На походження маскулінності та фемінності маються принаймні чотири точки зору.
- Біологічний детермінізм виводить поведінкові й психологічні відмінності чоловіків і жінок з їх статі. Це теорії біологічного диморфізму, що вказують на існування докорінних відмінностей між самцями і самками біологічних видів (насамперед, приматів).
- Психоаналітична модель вважає відмінності чоловічого та жіночого характерів неминучим наслідком особливостей становлення статевої ідентичності дитини у процесі взаємодії з батьками (насамперед, з матір'ю).
- Соціально-психологічні моделі вважають маскулінність і фемінність похідною від наявних у суспільстві ґендерних ролей, норм та стереотипів, що детерміновані насамперед соціокультурно і насаджуються людині у процесі гендерної соціалізації.
- Постмодерністська точка зору наголошує на тому, що маскулінність та фемінність є окремими параметрами кожної особистості, а не бінарними опозиціями, та діють у контексті расових, класових, етнічних та інших відмінностей. Постмодерністи висувають тезу про існування множинних маскулінностей, що конструюються і репрезентуються виключно у конкретному культурному контексті.

У межах двох останніх підходів маскулінність (як і фемінність) більше не вважають єдиною і постійною величиною, розглядаючи її як рухливу та мінливу множину.